# Ialoveni
Ialoveni este un oraș în partea centrală a Republicii Moldova, reședință a Regiunii de Dezvoltare Centru și a raionului omonim. Orașul este situat în suburbia Chișinăului, la 10 km distanță de capitală.

## Etimologie
Denumirea actuală a localității a fost atestată în 1639, cu forma Iloveni. Termenul „ilovenii” este numele comun al „descendenților unui strămoș comun Ilovan” sau „comunitatea de oameni stabiliți pe moșia (în satul) lui Ilovan”. Documentele vechi menționează antroponimele asemănătoare: Ilovan, vornic de Ilova (1678), Ilovan, păcurar din Călărași (1774), Sava Ilovan, răzeș din Iloveni (1827).
Există ipoteza precum numele localității se tragă de la cuvântul „ialovița”, de proveniență sârbo-croată, având sensul de pământ înțelenit.

## Geografie

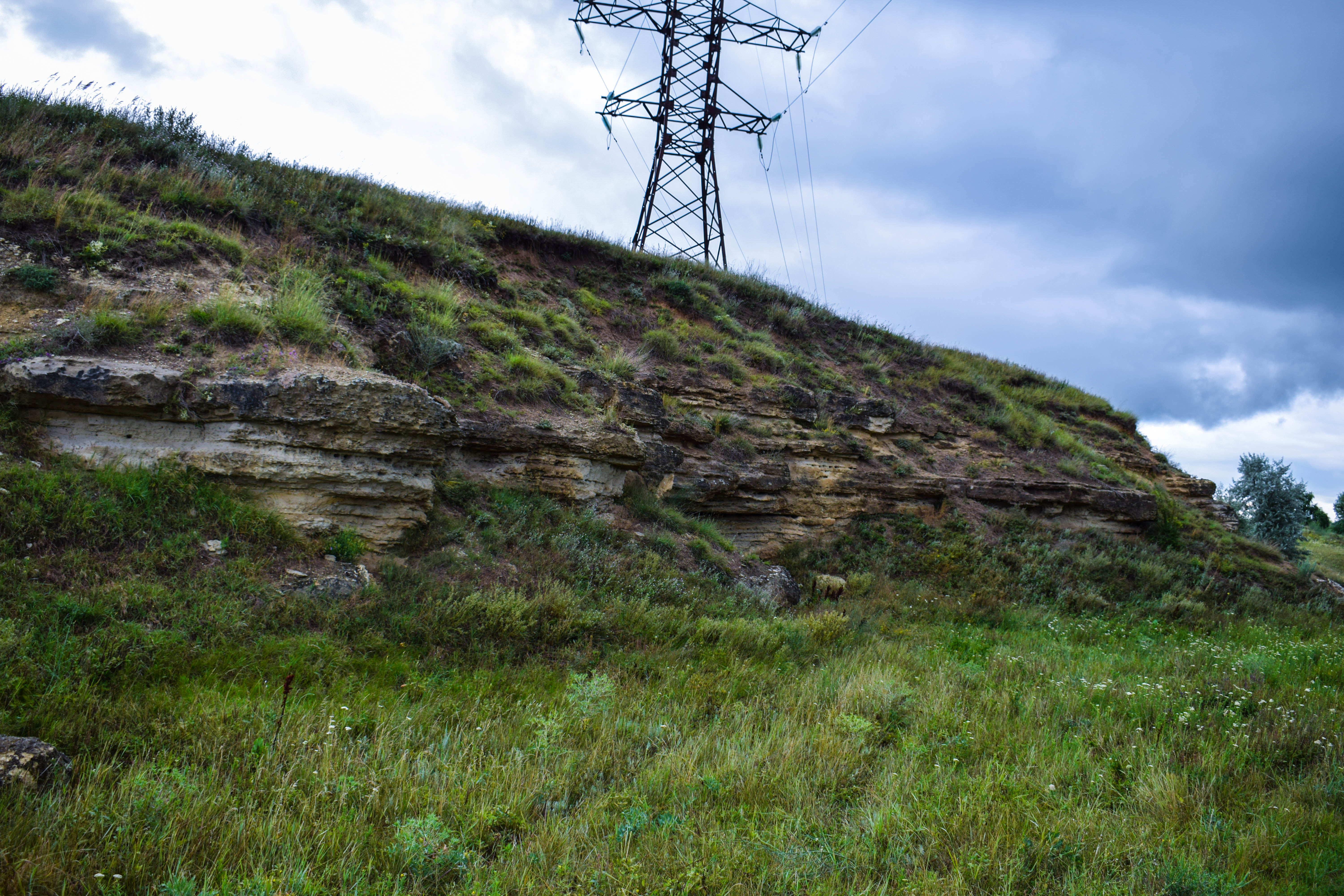
Reciful Ialoveni, situat la sud de oraș.

Ialoveni se află la o depărtare de 35 km de râul Nistru și 10 km de municipiul Chișinău, capitala Republicii Moldova. Se învecinează cu localitățile Costești, Mileștii Mici, Piatra Albă, Dănceni, Sociteni, Durlești și orașul Codru.
Suprafața fondului funciar al satului este de 3.165 ha, dintre care suprafața teritoriilor agricole constituie 1.678 ha, inclusiv terenuri arabile 1.246  ha, podgorii 401 ha și pășuni 202 ha. Resursele acvatice ale satuluii sunt formate de râul Ișnovăț și 2 iazuri cu o suprafață totală de 18 ha.
Relieful localității s-a format după regresiunea Mării Sarmatice, dispărute în urmă cu circa 5 milioane de ani. El este variat: șesuri alternând cu coline, văi cu râpe, povârnișuri, platouri. Valea cea mai mare aparține râului Ișnovăț, care traversează orașul în direcția de la nord-vest spre sud-vest. Dealul Comarnic, care se află în partea de sud-vest a localității, este cel mai înalt din împrejurimi – 190 m.d.m. Lângă oraș, pe drum spre satul Costești, pe malul stâng al râului Ișnovăț, este amplasat reciful Ialoveni, arie protejată din categoria monumentelor naturii de tip geologic sau paleontologic.
Clima în zona localității Ialoveni este temperat-continentală, caracterizându-se prin veri calde și lungi (temperatura medie în iulie – 20-30 °C) cu cantități scăzute de precipitații, iernile cu temperatura medie în ianuarie –5,5 °C.

## Istorie
Originea orașului își face obârșia din secole străvechi. Descoperirile arheologice demonstrează că în sec. III-IV e.n. pe teritoriul actualei localități existau așezări omenești datând din epoca antică târzie, făcând parte din cultura Sântana de Mureș-Cerneahov. Se presupune, că sub presiunea barbarilor, așezările autohtonilor au fost părăsite, ca mai târziu oamenii să se reîntoarcă. În cadrul cercetărilor arheologice întreprinse în contextul efectuării periegezei s-au descoperit în raza actualei localități 3 așezări cu vestigii arheologice datând din perioada secolelor XV-XVIII.

## Atestare
Dintr-o copie de pe un ispisoc sârbesc aflăm despre satele din zona Cheilor Ișnovățului și anume:
„7036 (1528), martie 30.

Copie de pe ispisocul sârbesc dela Petru voievod prin care se arată că pe slugile sale Luca și surorile lui Ana și Cerna fii Mărinii și nepoților lor Mile fiul lui Mușii și Giurge, și surorilor lor Magda și Vasca și Ana fii lui Petru.

Și iarăși, nepoții lor Giurge și surorile lui Ana și Mărina fiii Sirinei, toți nepoți lui Lașco din Ișnovăți i-au miluit cu deosebită milă să și li-au dat și li-au întărit lor în Țara Moldovei a lor drepte ocini și moșii din uric de întăritură ci au avut moșul lor Lașco din Ișnovăți dela strămoșul său Ilieși voievod un sat pe Ișnovăți pe din gios de capul Cheilor, alt sat pe din sus de capul Cheilor și satul mai pe din sus de Salce, care aceste sate să le fie lor uric cu tot venitul după a lor vechi stăpânire.”

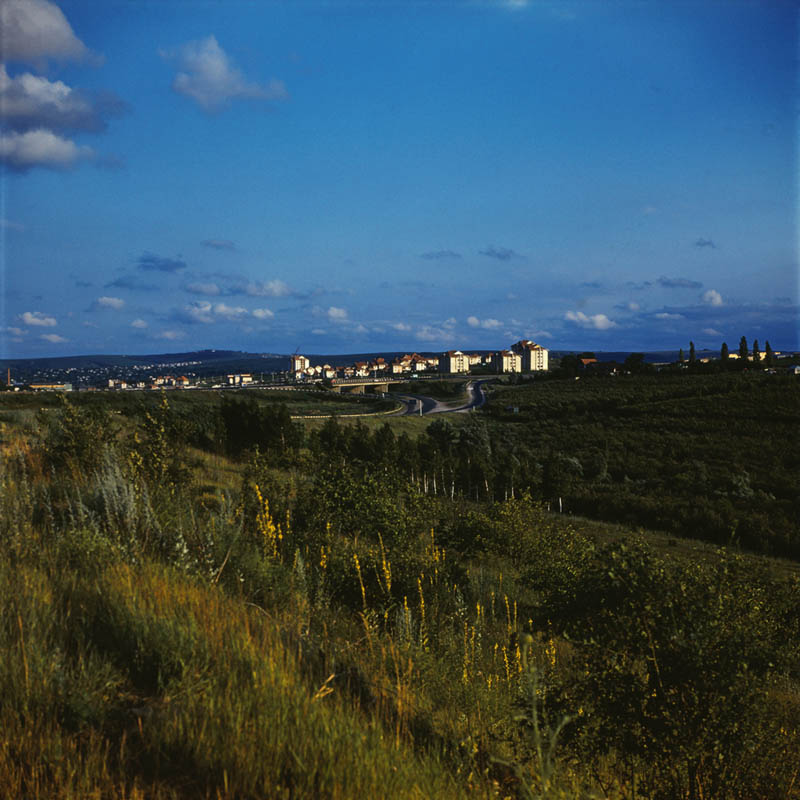
Vedere spre Ialoveni (1990).

Denumirea de „Ialoveni” a localității apare mult mai târziu, prima pomenire fiind găsită într-un document de vânzare datat cu 16 aprilie 1639 și într-un alt document din 9 septembrie 1643. 

### În componența Țării Moldovei
Evoluția administrativ-teritorială începe în 1566, când Moldova feudală a fost pentru prima dată împărțită în ținuturi, iar începând cu secolul XIX – în județe. Recensământul din anul 1774 a înregistrat 20 de ținuturi, localitatea Ialoveni făcând parte din ținutul Orhei-Lăpușna.
În anul 1803, în satul Ialoveni din ocolul Botnei, ținutul Orhei, erau 88 gospodării care plăteau birul anul în valoare de 2304 lei.

### Ocupația țaristă
Pe parcursul anilor 1812-1917 satul Ialoveni, ca și întreaga Basarabie, se află sub stăpânirea Rusiei țariste. Satul Ialoveni se afla pe atunci în componența ținutului Chișinău. În această perioadă la 14 octombrie 1819, protopopul Ioan din Buiucani, sfințește noua biserică de piatră a satului, cu hramul Sf. Paraschiva.
În 1902, Satul Ialoveni (sau Cheila) avea 389 case, cu o populație de 2100 suflete locuitori răzeși, care posedă la Cheilă, 961 desetine pământ, la Bezdiceni, corpuri de moșie numite Voscan și Cristi, în întindere de 406 desetine; la Sorițeni 230 desetine; la Ialoveni (Cheila), 683 desetine; iar nobilul V. Scordelii are tot aci, la Cheila, 15 desetine pământ și Albeni (corp din Ialoveni), Ion Popa are 207 desetine. Satul are o școală cu o clasă, unde se învață numai rusește.

### Administrația românească
La 27 martie 1918 Sfatul Țării votează unirea Basarabiei cu România. În câteva zile fost creată plasa Costești, cu reședința la Ialoveni, în cadrul județului Chișinău.
Anuarul Eparhiei Chișinăului și Hotinului din 1922 notează în satul Ialoveni 800 gospodării de naționalitate români. Serviciul sacru la Biserica „Sf. Parascheva” era îndeplinit de paroh preot Gheorghe Erhan, pe atunci de 29 ani, pe loc din 1918 și preotul Mihail Lupașcu, de 25 ani, pe loc din 1921. Cântăreți la biserică erau Nicolae Madan, de 56 ani, în serviciu pe loc din 1919 și Iacov Bivol, de 34 ani, pe loc din 1920.
Populația Ialovenilor în anul 1924 a fost estimată la 2180 locuitori. De asemenea, funcționau primărie, primarul comunei fiind Costache Catanu și notar Alexandru Mâșcov, reședință de plasă, post de poliție, poștă de cai (12 cai 3 trăsuri), stație telefonică, judecătorie rurală de ocol, circumscripție de percepție fiscal. Printre repere geografice, Dicționarul statistic al Basarabiei publicat în 1923, indică pentru Ialoveni (sau Cheile) dealul Comarnic și valea râului Isnovăț.
În domeniul educației activau 2 școli primare mixte, pentru fete și băieți, unde profesau învățătorii E-tru Moisev, Ioan Aluneanu, Napoleon Scarlat și învățătoare Natalia Piontovscaia. La biserica din sat preot paroh a fost Ioan Bivol. Servicii medicale au fost prestate infirmeria rurală, unde lucrau un medic de plasă și o moașă de circumscripție.
Activitățile economice au fost reprezentate 3 băcănii, 3 cârciumi,1 birt (mic restaurant), 2 măcelării, 2 tâmplării, carieră de piatră, 2 mori cu aburi și 2 mori de vânt, 3 grădini de zarzavat. În sfera financiară activa Banca de Credit Mărunt Ialoveni și Agenția Băncii Județului Chișinău.
Structura etnică a populației în 1930
     Români (99,2%)
     Ruși (0,5%)
     Alte etnii (0,3%)
La recensământul general al populației din 1930, la Ialoveni au fost înregistrați 3650, inclusiv 1822 bărbați și 1828 femei, și 805 gospodării. Din punct de vedere etnic, populația era dominată de români - 3621 persoane, urmați de 1 german, 17 ruși și 11 evrei. În calitate de limbă maternă 3630 de locuitori au indicat limba română, limba idiș - 1 persoană, limba rusă - 8 persoane și alte limbi - 11 persoane. Gradul de alfabetizare era de 33,8% sau 941 peroane știutori de carte, inclusiv 13 locuitori dețineau studii universitare.
Economia locală din perioada interbelică a avea un caracter agricol. Mari deținători de terenuri agricole erau Dumitru Bivol care prelucra 56 ha de teren arabil și 1 ha de viță de vie, Teodor Erhau cu 50 ha de teren arabil și 6 ha vie, Murzin Vasile 33 ha vie. Aveau grădini de legume Andrei Sănduță, 
Andrei Cojocaru, Pavel Cojocaru și Aftemi Isaia. Cerealele erau prelucrate la moara cu motor al lui Alexandru Lange.
În sectorul comerțului activau 5 băcănii (administrate de Dumitru Bogos, Nicolai Secrieru, Gh. Sănduța, Cofman Lupu, Haim Livșin), 4 cârciumi (Spiridon Budeanu, Ioan Toma, Grigore Mantea, Constantin Vâlcu) și 2 măcelării (Atanase Luca, Costache Romanciuc). Diverse servicii pentru populație erau oferite de 3 cizmari (Gheorghe Boldurat, Andrei Braga, Ion Ciobotaru, Gheorghe Pătrașcu), 2 dogari (Ion Caracuianu, Teodor Caracuianu), 4 fierari (Ion Coca, Dumitru Codreanu, Gheorghe Marin, Nicolae Panait), 1 frânghieri (Croitoru Ion), 5 rotari (Ștefan Sicrier, Costache Ștefanucă, Simion Toma, Ștefan Toma, Leginschi Gheorghe, Ichim Colț, Isaia Colț), 3 sobari (Petre Bragă, Vasile Hulub, Gheorghe Plămădeală) și 3 zidari (Vasile Bogos, Grigore Ștefănucă, Petre Vasiliță). Banca „Lumina” și Cooperativa de Credit „Eternitatea” prestau servicii în domeniul financiar. În apropierea satului funcționa o carieră din care se extrăgea calcar pentru construcții.  Funcționa o agenție de poștă, telegraf și oficiu telefonic.
La infirmeria din Ialoveni activau medicul Maria Țurcan și moașa D. Călugăr.

### Perioada sovietică
În timpul regimului sovietic, teritoriul Moldovei deseori era supus împărțirii în diferite subunități teritoriale. Din august 1944 până la 24 februarie 1956 satul Ialoveni se afla în componența raionului Chișinău. Apoi județele au fost anulate, raionul Chișinău a fost desființat și Ialoveni a fost inclus în raionul Kotovsk, în componența căruia s-a aflat până la finele anului 1962. Iar la 2 ianuarie 1963 a fost inclus în componența raionului Anenii Noi, în următorul an – 1964 – în raionul Strășeni.
La 25 martie 1977 denumirea localității se schimbă în Kutuzov, concomitent localitatea fiind reorganizată în așezare de tip orășenesc și ridicată la rangul de centru raional (al raionului Kutuzov). În anul 1989, când Moldova a obținut suveranitatea și a pășit pe calea democratică, la cererile adresate de cetățeni, localității i-a fost restabilită vechea denumire Ialoveni. Începând cu 7 decembrie 1994 Ialoveni are statut de oraș, iar la 27 decembrie 2001 este reorganizat în centrul raional al raionului Ialoveni.

### În cadrul Republicii Moldova
Ialoveni este înfrățit cu comuna Topraisar din județul Constanța (România) și cu două comune din Italia: Force și Montefortino. Orașul menține relații de colaborare cu diverse localități din SUA și Japonia.

## Stema și drapelul
Stema și drapelul orașului Ialoveni a fost aprobate de Consiliul orășenesc la ședința din 27 martie 2002 și la Comisia Națională de Heraldică a Republicii Moldova. Autorul simbolicii localității este dr. Silviu Andrieș-Tabac; pictor – Veaceslav Racov.
Stema - un câmp fascinat în burele ondulate, roșu-vișiniu și argint alternându-se, o cupă de vin de aur. Scutul timbrat de o coroană murală de aur cu trei turnuri.
Drapelul – pânză dreptunghiulară (3x2) fasciată în 15 brâie, roșu-vișinii și albe alternându-se.

## Demografie
Structura etnică a populației în 2004
     Români (91,31%)
     Ruși (3,66%)
     Ucraineni (2,9%)
     Bulgari (0,64%)
     Găgăuzi (0,28%)
     Alte etnii (1,21%)

### Structura etnică
Structura etnică a orașului conform recensământului populației din 2004:
| Grup etnic         | Populație | % Procentaj |
| ------------------ | --------- | ----------- |
| Moldoveni / Români | 13.733    | 91,3%       |
| Ruși               | 551       | 3,66%       |
| Ucraineni          | 436       | 2,90%       |
| Bulgari            | 96        | 0,64%       |
| Găgăuzi            | 42        | 0,28%       |
| Țigani             | 30        | 0,20%       |
| Alții              | 153       | 1.02%       |
| Total              | 15.041    | 100%        |

## Economie

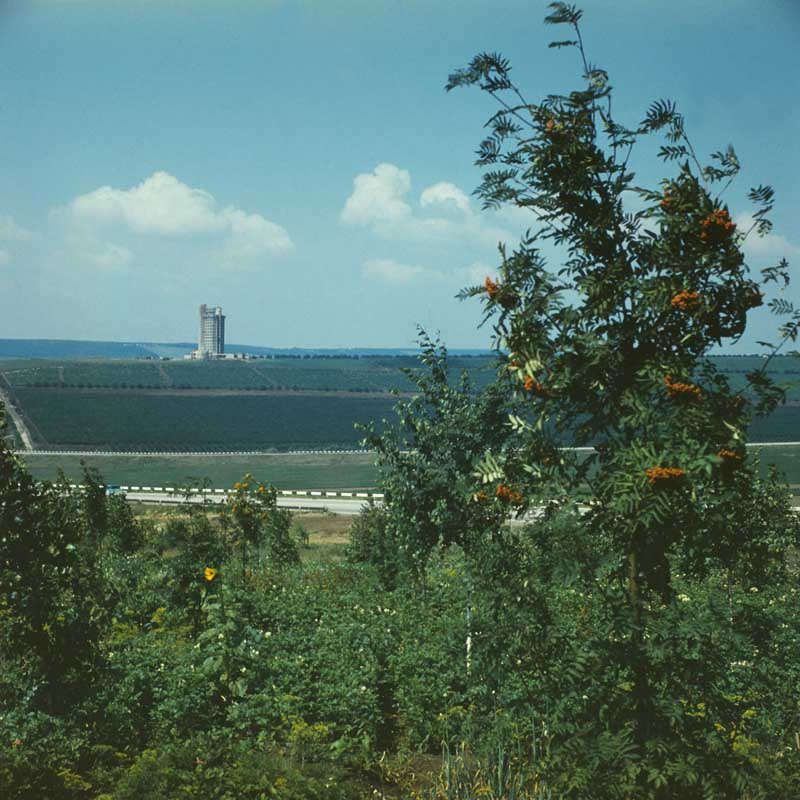
Centrul științific vitivinicol de lângă oraș, urma să devină principalul centru științific al RSS Moldovenești în domeniul studiului și dezvoltării viticulturii și vinificației. Construcția a fost oprită în urma prăbușirii URSS.

În orașul Ialoveni sunt înregistrați 1.300 agenți economici, cea mai mare parte a lor o constituie întreprinderile cu drept de persoane fizice – 96% din numărul total. Din cei 1.220 întreprinzători cu drept de persoană fizică, 210 sunt întreprinderi individuale, 155 activează în bază de patent de întreprinzător și 860 sunt gospodării țărănești. Numărul total al întreprinderilor cu drept de persoană fizică este de 48 unități, dintre care 28 sunt societăți cu răspundere limitată, 10 sunt societăți pe acțiuni, 6 cooperative, 3 întreprinderi de stat și o asociație de gospodării țărănești. Orașul are o economie diversificată, sectorul industrial fiind prezent prin întreprinderi din industria alimentară, ușoară și a materialelor de construcție.
Principalele întreprinderi din industria alimentară sunt: Fabrica de pâine Î.I. „Natalița Caracuian” produce și realizează în magazinul specializat produse de panificație în asortiment, Fabrica de înghețată „Sandriliona” S.R.L. Întreprinderea produce 38 tipuri de înghețată și 5 tipuri de torturi, care sunt realizate pe întreg teritoriul Moldovei și peste hotare. Materia primă este achiziționată de la firme cu renume din Olanda și Israel.
S.A. „Vinuri-Ialoveni” unica fabrică de vin din Republica Moldova care produce vinuri peliculare de tip Heres. Mulți ani fabrica a fost condusă de academicianul Gheorghe Cozub, vinificator emerit al republicii, unicul cetățean al Moldovei care este vinificator emerit al Franței. În industria ușoară activează întreprinderea de confecții „Ialtexgal-Aurica” S.A. Întreprinderea produce vestimentație pentru adulți și copii, articole specializate – saci de dormit pentru civili și militari, vestimentație sportivă, cojoace și veste moderne pentru femei și bărbați. La producerea lor colaborează cu firme din țările Austria, Slovacia, Italia, Marea Britanie.
Domeniul construcției este reprezentat de „Viteza-Ceapchin” S.R.L. - produce piese de construcție din beton armat: plăci pentru pavarea trotuarelor, plăci din beton.
În Ialoveni activează circa 50 întreprinderi în sfera comerțului, 3 întreprinderi în domeniul transporturilor și în domeniul telecomunicațiilor activează operatorul telefoniei naționale „Moldtelecom” S.A. 60% o constituie proprietatea privată, iar celelalte 40% se distribuie – 39% proprietății publice și 1% proprietății mixte.
Pe teritoriul orașului funcționează filiale a 5 bănci comerciale și a 2 companii de asigurare.

### Finanțele publice locale
Veniturile bugetului local pentru anul 2002 au constituit 8.447 mii lei. Datorită întreprinderilor din teritoriu și vieții economice relativ stabile, orașul Ialoveni are o pondere destul de semnificativă a veniturilor proprii și defalcărilor în totalul veniturilor. Transferurile constituie circa 15% din totalul veniturilor bugetului local. Dacă analizăm structura cheltuielilor bugetului orășenesc putem constata că în anul 2002 ponderea cheltuielilor pentru educație a constituit 73% din totalul cheltuielilor sau 5.802 mii lei. Restul fiind repartizate astfel: pentru construcția, întreținerea și reparația drumurilor 1.159,2 mii lei, pentru întreținerea aparatului primăriei 631,1 mii lei.

## Administrație și politică

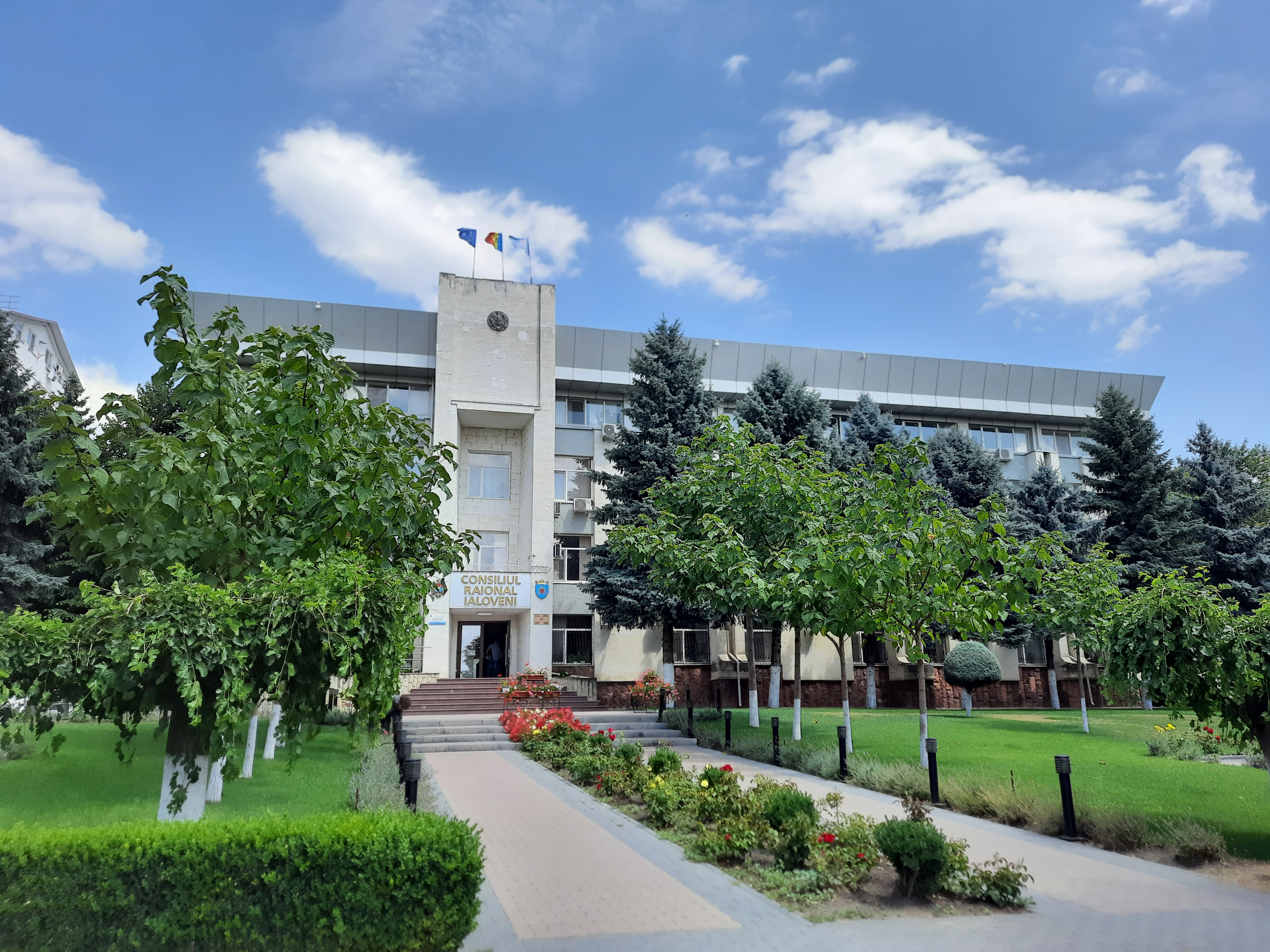
Sediul Consiliul raional

Primarul orașului Ialoveni este Sergiu Armașu (Partidul Acțiune și Solidaritate), reales în noiembrie 2023.
Componența Consiliului local Ialoveni (23 de consilieri), ales la 5 noiembrie 2023, este următoarea:
|  | Partid                                        | Consilieri | Componență | Componență | Componență | Componență | Componență | Componență | Componență | Componență | Componență | Componență | Componență | Componență | Componență | Componență | Componență | Componență |
|  | --------------------------------------------- | ---------- | ---------- | ---------- | ---------- | ---------- | ---------- | ---------- | ---------- | ---------- | ---------- | ---------- | ---------- | ---------- | ---------- | ---------- | ---------- | ---------- |
|  | Partidul Acțiune și Solidaritate              | 16         |            |            |            |            |            |            |            |            |            |            |            |            |            |            |            |            |
|  | Platforma Demnitate și Adevăr                 | 2          |            |            |            |            |            |            |            |            |            |            |            |            |            |            |            |            |
|  | Partidul Socialiștilor din Republica Moldova  | 2          |            |            |            |            |            |            |            |            |            |            |            |            |            |            |            |            |
|  | Liga Orașelor și Comunelor                    | 1          |            |            |            |            |            |            |            |            |            |            |            |            |            |            |            |            |
|  | Partidul Social Democrat European             | 1          |            |            |            |            |            |            |            |            |            |            |            |            |            |            |            |            |
|  | Partidul Dezvoltării și Consolidării Moldovei | 1          |            |            |            |            |            |            |            |            |            |            |            |            |            |            |            |            |

## Infrastructură

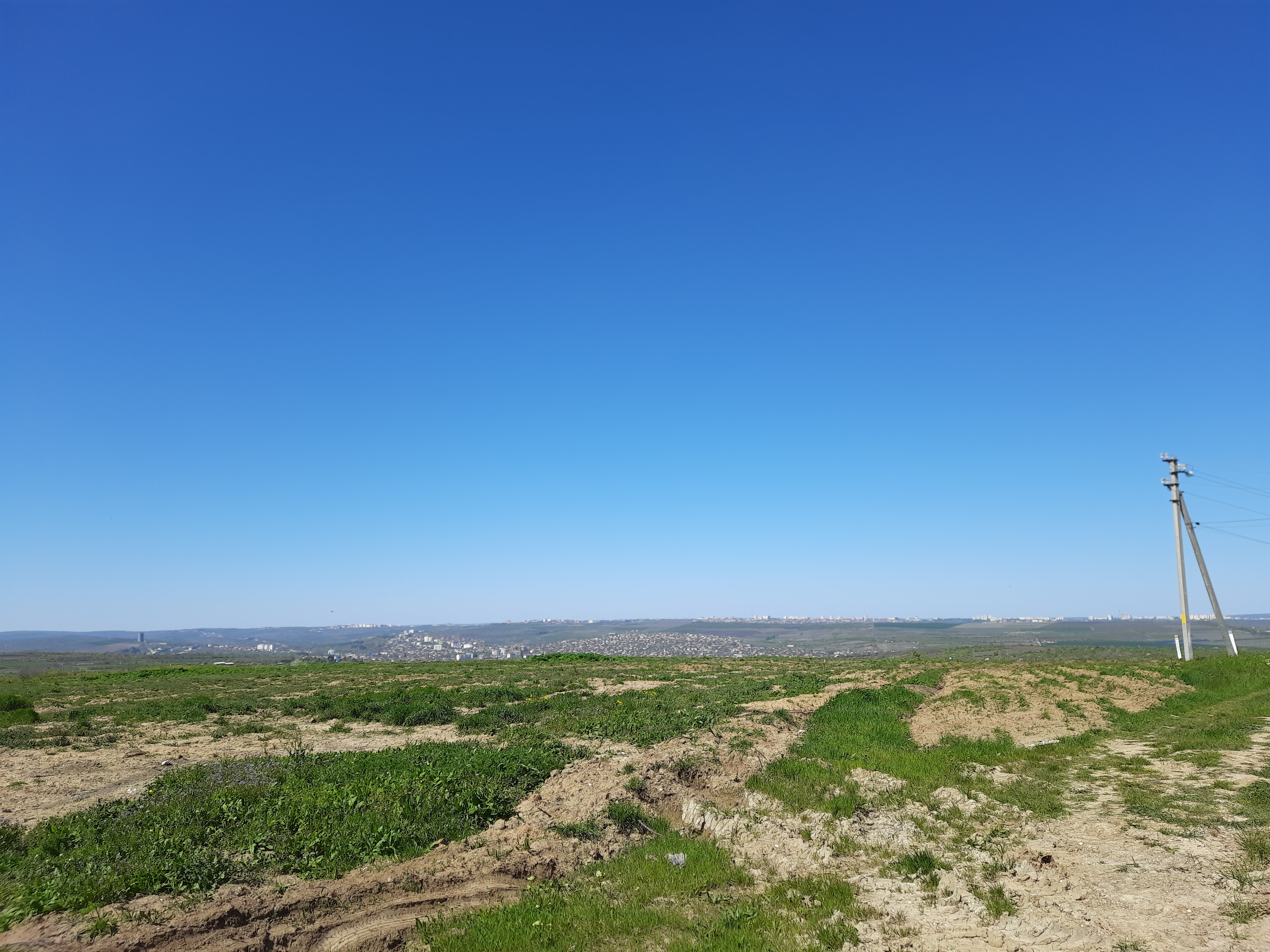
Vedere panoramică dinspre Mileștii Mici, în orizont se vede periferia sudică a Chișinăului.

Rețeaua de drumuri cu acoperire rigidă este de peste 13 km, din care 8 km de importanță națională și 5 km locală. Orașul are un grad înalt de gazificare; astfel de acest serviciu dispun circa 80% din numărul locuitorilor. Rețeaua de alimentare cu apă și canalizare a fost recent renovată. Din cele 4.500 de apartamente 240 beneficiază de încălzire centrală, iar din 6.500 de case și apartamente 4.500 sunt gazificate centralizat, iar 5.000 sunt telefonizate.

## Social
Orașul Ialoveni are o populație de 17.500 locuitori, dintre care populația economic activă constituie circa 60%.Peste 80% din populația orașului o constituie moldovenii, restul fiind ruși, ucraineni, bulgari etc.
Rețeaua de învățământ de toate gradele din orașul Ialoveni cuprinde peste 2.700 de elevi. În oraș sunt 3 instituții preșcolare, o școală primară "Ion Creangă", gimnaziul "Grigore Vieru", liceul teoretic "Andrei Vartic" și liceul teoretic „Petre Ștefănucă”. De asemenea este prezentă o instituție de tip internat cu 150 de copii.
În Ialoveni sunt organizații neguvernamentale, una din ele este Eco Ialoveni ce își desfășoară activitatea pe teritoriul orașului și raionului Ialoveni, colaborând cu organizațiile de stat și cele publice, cu alte organizații nonguvernamentale din teritoriu.
Sistemul de ocrotire a sănătății este asigurat de un spital, un centru al medicilor de familie, un punct de felceri și moașe și 3 farmacii.

## Cultură

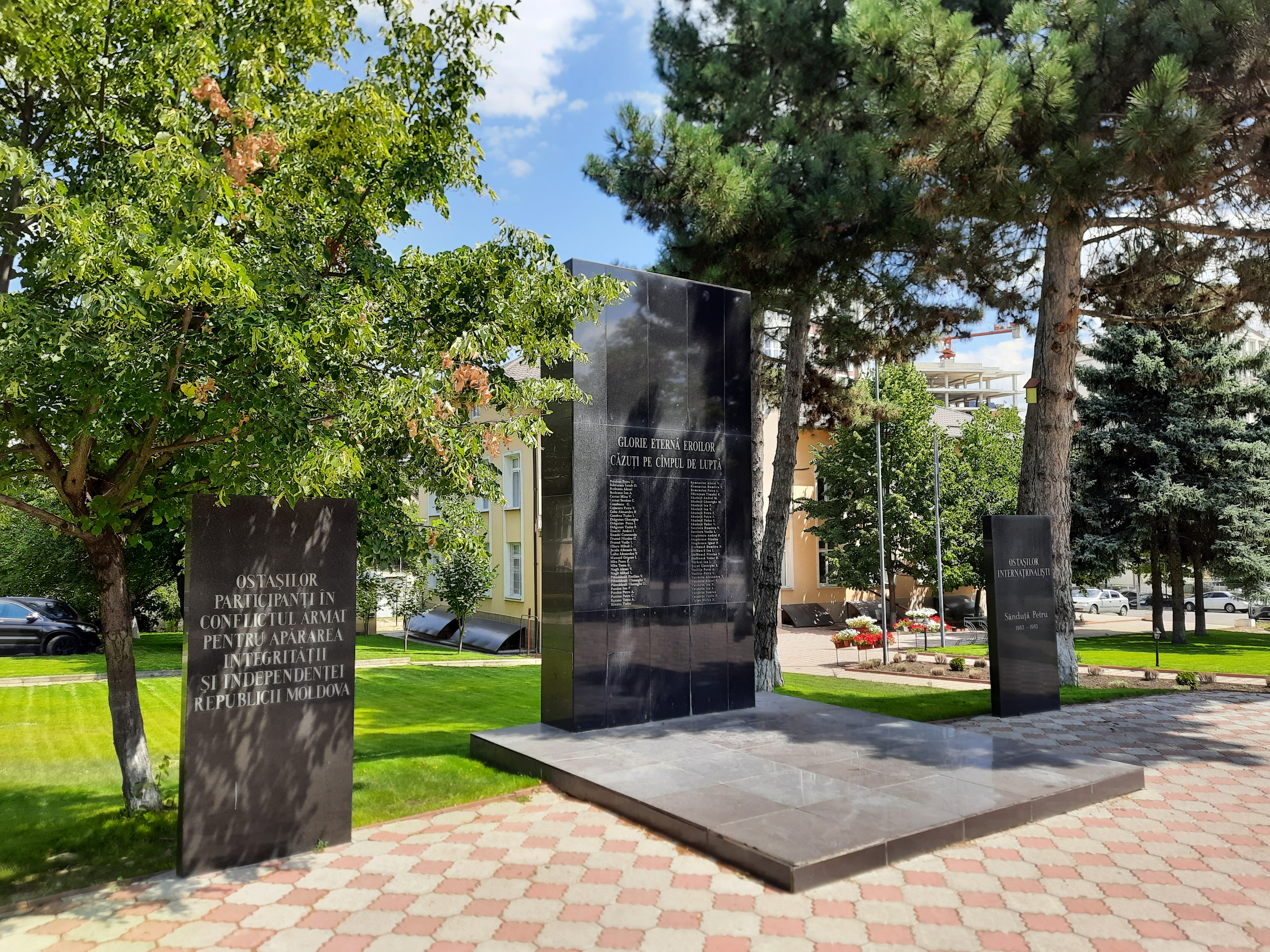
Memorialul eroilor căzuți în conflicte și războaie.

Activitatea culturală se desfășoară în cele 3 biblioteci orășenești. Biblioteca publică orășenească „Petre Ștefănucă”, cu filiala de carte română „Nicolae Titulescu”, filiala de carte pentru copii, Sala de calculatoare „Multimedia”, Sala de limbă engleză și Pinacoteca, unde se organizează diverse expoziții de pictură, ceramică, artă populară, școala de arte -obține performanțe puternice în activitatea sa, discipolii ei sunt cunoscuți în republică și peste hotare, 4 camere-muzeu și alte 2 instituții culturale.
Cele mai importante evenimente culturale sunt: „Hramul Orașului” la 27 octombrie, în cadrul căruia se desfășoară diferite festivaluri ale cântecului și dansului popular, expoziții. La primăria Ialoveni se organizează sărbătoarea „Nunta de aur”. În luna mai se desfășoară Concursul orășenesc al perechilor de dans sportiv.
Ansamblul de dansuri sportive „Enigma” este premiantul multiplelor concursuri internaționale. 
Cercetările arheologice efectuate recent pe teritoriul localității au adunat un bogat material arheologic din perioada medievală, ce constituie baza unui viitor muzeu.
Orașul dispune de o publicație locală „Ora Locală” - Buletin informativ al raionului, cu câteva suplimente, printre care și „CURIERUL DE IALOVENI” – buletin informativ al a Primăriei și Consiliului orășenesc Ialoveni.

## Personalități

### Născuți în Ialoveni
- Nicolae Bivol (1882 – 1940), politician basarabean, membru al Sfatului Țării, primar de Chișinău (1923-1924 și 1925-1926);
- Grigore Benetato (1905 – 1972), fiziolog, demnitar comunist, membru titular al Academiei Române;
- Petre Ștefănucă (1906 – 1942), folclorist, pedagog și sociolog basarabean;
- Vitalie Perciun (n. 1979), om de afaceri;
- Adrian Ursu (n. 1983), cântăreț de muzică ușoară;
- Alexandru Vremea (n. 1991), fotbalist;
- Oleg Reabciuk (n. 1998), fotbalist;
- Marius Iosipoi (n. 2000), fotbalist.